# Pomares (Arganil)
Pomares es una freguesia portuguesa del concelho de Arganil, con 31,68 km² de superficie y 587 habitantes (2001). Su densidad de población es de 18,5 hab/km².